# Экзодерма
Экзоде́рма — наружный слой клеток (реже — несколько слоёв), выделяемый в первичной коре корней некоторых растений. Экзодерма непосредственно подстилает ризодерму и характеризуется плотным расположением клеток (отсутствием межклетников) и наличием поясков Каспари, препятствующих апопластическому транспорту водных растворов в радиальном направлении. Образование поясков Каспари в экзодерме происходит в более старых частях корня, чем в эндодерме (за пределами зоны всасывания). Со временем стенки клеток экзодермы подвергаются полной суберинизации и сменяют ризодерму в качестве покровной ткани, служа для снижения потери воды, защиты от инфекции. У растений, чья ризодерма преобразована в веламен, в составе экзодермы присутствуют пропускные клетки, поглощающие из него влагу.